# ArchaÍes Kleonés
ArchaÍes Kleonés (Archaies Kleones) är en ort i Grekland.   Den ligger i prefekturen Nomós Korinthías och regionen Peloponnesos, i den södra delen av landet, 90 km väster om huvudstaden Aten. ArchaÍes Kleonés ligger 280 meter över havet och antalet invånare är 633.
Terrängen runt ArchaÍes Kleonés är kuperad. Runt ArchaÍes Kleonés är det ganska glesbefolkat, med 24 invånare per kvadratkilometer. Närmaste större samhälle är Nemea, 7,9 km väster om ArchaÍes Kleonés. 